# Ettore Aguggini
Ettore Aguggini (Milan, 23 mars 1902 - Alghero, 3 mars 1929) était un militant anarchiste italien.

## Biographie
Mécanicien de profession, il faisait partie d’un groupe individualiste où il allait se lier d’une forte amitié avec Giuseppe Mariani et Giuseppe Boldrini. Il fut impliqué dans l'attentat antifasciste du théâtre Diana.
Il meurt pendant sa détention en Sardaigne, probablement à cause des mauvaises conditions de détention.